# Die Kadetten von Bunker Hill
Die Kadetten von Bunker Hill (Alternativtitel: Revolte der Kadetten; Originaltitel: Taps) ist ein US-amerikanisches Filmdrama aus dem Jahr 1981. Die Regie führte Harold Becker, das Drehbuch schrieben Robert Mark Kamen, James Lineberger und Darryl Ponicsan anhand des Romans Father Sky von Devery Freeman. Die Hauptrolle des Anführers der Kadetten spielte Timothy Hutton.

## Handlung
In der traditionsreichen Kadettenanstalt Bunker Hill erhalten Kinder und Jugendliche eine straffe, militärisch geprägte Ausbildung, um sie auf einen späteren Dienst in den US-Streitkräften vorzubereiten. Kommandeur der Anstalt ist der pensionierte General Harlan Bache, der als übermächtige Vaterfigur insbesondere die älteren Jahrgänge der Kadetten mit seinen Kriegserlebnissen und idealistisch gefärbten Darstellungen des Soldatenlebens in seinen Bann zieht. Dieses realitätsferne Bild bringt die Kadetten dazu, Tugenden wie Gehorsam, Tapferkeit und Pflichtbewusstsein falsch zu verstehen und aus einem Blickwinkel zu betrachten, der sie fehlleitet.
Überraschend erhält Bache am Abschlusstag eines Ausbildungsjahres die Nachricht, dass Bunker Hill geschlossen wird und die Gebäude der Anstalt zum Verkauf freigegeben werden sollen. Der gerade zum Kadettenmajor beförderte Brian Moreland, der mit blindem Vertrauen zu Bache aufsieht und von ihm beeinflusst ist, sieht die Schuld an der Schließung in ziviler Ignoranz und fehlendem Verständnis für Tradition.
Beim Jahresabschlussball in der Kadettenanstalt kommt es zwischen Kadetten und einer Gruppe Jugendlicher, die durch Pöbeleien ihre antimilitärische Haltung zum Ausdruck bringen, zu einer Schlägerei. Als Bache dazukommt, löst sich während eines Handgemenges ein Schuss aus dessen Pistole und trifft einen der Jugendlichen tödlich. Nach seiner Festnahme durch die Polizei erleidet der gesundheitlich angeschlagene Bache einen Herzinfarkt und stirbt, was die Kadetten jedoch erst zu einem späteren Zeitpunkt erfahren.
In dieser Situation entschließen sich die Kadetten unter Morelands Führung, „ihre“ Anstalt gegen die Schließung zu verteidigen. Sie beschlagnahmen die in der Anstalt gelagerten Waffen und richten sich in der Anlage zur Verteidigung ein. Als die Situation zunehmend eskaliert, beginnt die moralische Fassade aus Ehre und Tradition schnell zu bröckeln. Immer mehr Kadetten beginnen am Sinn ihrer Aktion zu zweifeln. Lediglich ein kleiner Kreis um Moreland hält stur an dem Vorhaben fest. Sowohl der Colonel der Nationalgarde, die Bunker Hill zwischenzeitlich umstellt hat, als auch Morelands Vater (selbst Master Sergeant in der U.S. Army) versuchen vergeblich, den Kadettenmajor von der Falschheit seines Handelns zu überzeugen. Erst nachdem Moreland erfahren hat, dass Bache tot ist, sich sogar sein bester Freund Dwyer gegen ihn stellt und schließlich einer der jüngsten Kadetten bei einem Schusswechsel getötet wird, entschließt er sich zur Aufgabe. Als der besonders fanatische Kadett Shawn daraufhin das Feuer auf Soldaten der Nationalgarde eröffnet, stürmt diese den Campus. Bei Morelands Versuch, Shawn zu stoppen, kommen beide im Kugelhagel um.

## Synchronisation
Die deutsche Synchronisation entstand nach einem Dialogbuch von Hans-Bernd Ebinger und unter der Dialogregie von Dietmar Behnke im Auftrag der Berliner Synchron GmbH Wenzel Lüdecke.
| Darsteller         | Sprecher                 | Rolle                          |
| ------------------ | ------------------------ | ------------------------------ |
| George C. Scott    | Arnold Marquis           | General Harlan Bache           |
| Timothy Hutton     | Torsten Sense            | Cadet Major Brian Moreland     |
| Ronny Cox          | Friedrich Georg Beckhaus | Colonel Kerby                  |
| Sean Penn          | Stefan Krause            | Kadett Captain Alex Dwyer      |
| Tom Cruise         | Harry Streit             | Cadet Captain David Shawn      |
| Donald Kimmel      | Oliver Rohrbeck          | Billy Harris                   |
| Billy Van Zandt    | Peter Altmann            | Bug                            |
| Giancarlo Esposito | Matthias Redsch          | Cadet Captain J.C. Pierce      |
| Tim Wahrer         | Hans-Jürgen Dittberner   | Cadet Major John Cooper        |
| Brendan Ward       | Kai Brückner             | Charlie Auden                  |
| Jess Osuna         | Joachim Kerzel           | Dean Ferris                    |
| John P. Navin Jr.  | Carlo Beddies            | Derek Mellott                  |
| Evan Handler       | Christian Hanft          | Edward West                    |
| Earl Hindman       | Hans Nitschke            | Lieutenant Hanson              |
| Wayne Tippit       | Horst Schön              | Master Sergeant Kevin Moreland |
| Tom Klunis         | Eric Vaessen             | Mr. Auden                      |
| Elizabeth Perry    | Eva-Maria Werth          | Mutter                         |
| James Handy        | Joachim Pukaß            | Sheriff                        |

## Hintergrund
- Die Schlacht von Bunker Hill war eine bedeutende Schlacht im Amerikanischen Unabhängigkeitskrieg.
- Der Film wurde auf dem Gelände der Valley Forge Military Academy (VFMAC) in Wayne, Pennsylvania gedreht.

## Kritiken
Roger Ebert schrieb in der Chicago Sun-Times, der Film würde Jugendliche zeigen, die sich unter dem Einfluss des Idealismus und des Autoritarismus befinden würden. Er bezeichnete den Film als „fesselnd“ („engrossing“) und lobte die Leistungen der Darsteller.
Die Zeitschrift Variety kritisierte das „schneckenartige“ Tempo des Films.

## Auszeichnungen
Timothy Hutton wurde im Jahr 1982 für den Golden Globe nominiert.